# Blancas
Blancas – gmina w Hiszpanii, w prowincji Teruel, w Aragonii, o powierzchni 73,8 km². W 2011 roku gmina liczyła 158 mieszkańców.